# Pla de Palau (Talarn)
El Pla de Palau és una plana al·luvial dels termes municipals de Talarn i de Tremp, en el seu terme primigeni i a l'antic terme de Vilamitjana, al Pallars Jussà.
Està situat al sud-est de la ciutat de Tremp, a banda i banda de la Noguera Pallaresa, però sobretot en la seva riba dreta, a llevant de la carretera C-13.